# ريتش مارتيني
ريتش مارتيني (بالإنجليزية: Rich Martini)‏ هو لاعب كرة قدم أمريكية أمريكي، ولد في 19 نوفمبر 1955 في مانسفيلد في الولايات المتحدة.

## وصلات خارجية
- ريتش مارتيني على موقع مرجع كرة القدم المحترفة.كوم (الإنجليزية)